# 内山峠 (群馬県・長野県)

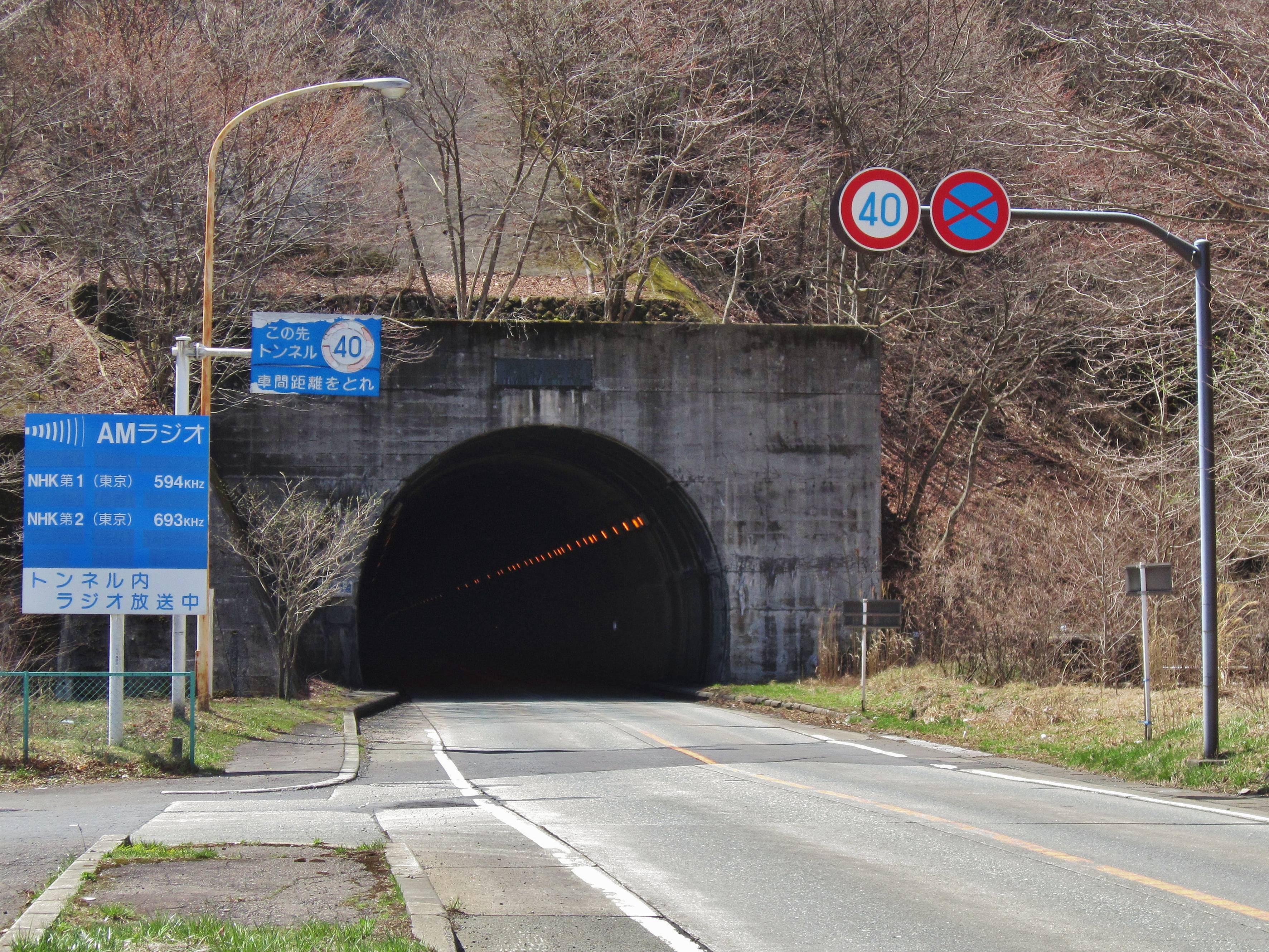
内山隧道群馬県側坑口

内山峠（うちやまとうげ）は、国道254号上の、群馬県甘楽郡下仁田町と長野県佐久市の境にある峠。国道254号旧道が峠を通る。荒船山の代表的な登山口である内山峠登山口があり、この登山道からのコースは下仁田ジオパークのモデルコースになっている。

## 道路

### 旧道
現在の旧道区間の大部分は1920年（大正9年）に縣道富岡野沢線として認定された区間である。その後、1939年（昭和14年）事業で軍事重要道路として整備され、翌年完成。現在の旧道の体系が出来上がった。
戦後、1963年（昭和38年）に二級国道254号に指定され、佐久（下仁田）方面に抜けるために多くの車が利用するようになった。また、群馬県の鉄道会社である上信電鉄のバスが神津牧場へと行くためにかつてこの峠道を利用していて、カーブの所々にカーブの番号（○○号）を記した石柱があり、現役国道としてバスなどが行き来していたころの名残を残す。旧道の問題として急勾配、狭路（1.5車線）、九十九折りなどがあり、国道昇格当時の高度経済成長期におけるモータリゼーションの進展に対応できなくなりつつあったために道路改良の要望が高まった。1989年（平成元年）の新道（現国道254号）開通後、交通量はほとんどなくなり、一部地元の人などが利用するにとどまっている。現在、長野県側は一般国道指定から外れたが、県道44号の方向を示す簡易標識と共に、国道254号の標識も2008年夏ごろに設置されている。また、同場所に国道指定当時のものと思われる看板が立っているが、それには、いわゆる「おにぎり」が看板上に描かれている。
2007年（平成19年）9月に起きた台風9号により、旧道区間で道路欠落や土砂崩れが発生し、一部区間で通行止めになっていたが、4月以降はそれらも修復されて通行できるようになっている。
なお、毎年冬になると、路面凍結の危険があるため、一部区間通行止めになる。期間は例年12月1日から翌年の3月31日まで。

### 新道
国道254号新道は旧道の上記に挙げたような問題の解消のために設計された道である。この道の開通により一般車両、特にトラックなどの大型車は以前と比べものにならないほど多く通るようになった。道幅は旧道に比べると広くなり、大型車などのための登坂車線もある。群馬県側はやや急勾配（旧道ほどではないが）で急カーブがいくつかあるが、県境にある内山隧道を佐久方面に抜けるとなだらかなカーブ、見通しの良い道とその様相は激変する。ちなみに、群馬県側から内山隧道を抜けてすぐ左側には、旧道への出入り口があるが、車はほとんど通らない。
交通量の多い道ではあるが、峠を通っているので、雨や雪、霧などで通行止めになることもある。
2007年（平成19年）9月に発生した台風9号により、前述の通り旧道は通行止めになった区間があったが、こちらは特に災害が発生することなく、台風が通り過ぎた後は普通に通行できた。また、ここより北に位置する国道18号の碓氷バイパスが台風後に一時通行止めになったために、こちらに車が流れ込んだことがあった。
峠付近からは軍艦のような形をした荒船山の艫岩（ともいわ）を眺望することができる。